# 卡斯蒂略努埃沃
卡斯蒂略努埃沃（西班牙語：Castillonuevo）是西班牙纳瓦拉的一个市镇。总面积26平方公里，总人口20人（2001年），人口密度1人/平方公里。